# Blonville-sur-Mer
Blonville-sur-Mer é uma comuna francesa na região administrativa da Normandia, no departamento Calvados. Estende-se por uma área de 6,81 km². Em 2010 a comuna tinha 1 595 habitantes (densidade: 234,2 hab./km²).